# 억음 부호

억음 부호(抑音符號, `, 프랑스어: accent grave 악상 그라브[*], 영어: grave accent 그레이브 액센트[*])는 발음 구별 기호의 하나로, 프랑스어, 포르투갈어 등에서 사용한다. Qwerty 자판에서 Tab 키 위의 키를 이용하여 바로 입력할 수 있다.

## 같이 보기
- Àà
- Èè
- Ìì
- Òò
- Ùù